# Ruste Juxx
Ruste Juxxx, de son vrai nom Victor Evans, est un rappeur américain, originaire de Brooklyn. Il collabore également avec le groupe Boot Camp Clik.

## Biographie
Né et élevé à Crown Heights, dans le quartier de Brooklyn, Victor commence sa carrière de rappeur comme protégé de Sean Price. À ses débuts, il fait des featurings sur des productions  Duck Down Records. En 1998, il fait sa première apparition sur le titre Magnum Force, extrait de l'album éponyme d'Heltah Skeltah,. Il collabore également régulièrement avec le Boot Camp Clik.
En 2008, il publie son premier album, Indestructible, chez Duck Down, produit, entre autres, par Marco Polo et Black Milk. Le producteur exécutif en est Sean Price. En 2009, il prévoit un album collaboratif intitulé The eXXecution qui fera participer Black Moon, Sean Price, DJ Revolution et Rockness Monstah
À partir de 2010, il publie plusieurs albums en collaboration avec d'autres artistes (Marco Polo, Endemic, Kyo Itachi, The Arcitype, VSTheBest) et, en 2013, il crée son propre label, Blaze My Fire.

## Discographie

### Album studio
- 2008 : Indestructible

### Albums collaboratifs
- 2010 : The eXXecution (avec Marco Polo)
- 2010 : Adamantine (avec Endemic)
- 2012 : Hardbodie Hip Hop (avec Kyo Itachi)
- 2012 : V.I.C. (avec The Arcitype)
- 2013 : Ready to Juxx (avec VSTheBest)
- 2016 : Meteorite (avec Kyo Itachi)
- 2017 : International Juxx
- 2018 : Jake & The Juxxman (Avec Jake Palumbo)

### Mixtape
- 2005 : Reign of Destruction